# Villa Emo
Pour les articles homonymes, voir Emo (homonymie).
La villa Emo est une villa veneta de Andrea Palladio sise à Fanzolo, hameau de la commune de Vedelago, dans la province de Trévise et la région Vénétie, en Italie.

## Historique
La propriété foncière a été achetée en 1509 à la famille Barbarigo par Leonardo di Giovanni Emo et c'est deux générations plus tard que Leonardo di Alvise Emo commande à Palladio la conception d'une maison seigneuriale.
Avec peu de documents précisant la date du début des travaux de construction, on la situe en 1555 et l'année d'achèvement en 1565 (un document daté de cette même année notifie le mariage du commanditaire avec Cornelia Grimani).
La villa est restée dans la famille Emo jusqu'en 2004.

## Description
Le plan de cette villa est représenté dans l'ouvrage de l'architecte Andrea Palladio, Les Quatre Livres de l'architecture (I Quattro Libri dell'Architettura) et correspond presque exactement à la construction définitive ; les commentaires de Palladio sont brefs mais il souligne l'utilité du domaine agricole, précisant qu'un silo à grain et les communs, accessibles par un passage couvert d'un toit, sont situés de part et d'autre de la villa.
Si la sobriété a prévalu pour l'aspect extérieur, jusqu'au choix de l'ordre toscan pour les colonnes du portique, la décoration intérieure déploie un faste certain ; les pompeuses fresques de Giovanni Battista Zelotti, encadrées par une architecture en trompe-l'œil, sont des allégories de la mythologie antique et des arts, comme la musique, la poésie.
Comme les autres villas de Palladio, la maison seigneuriale est surélevée par rapport au sol afin d'en dégager la majesté et, pour cette villa, les ailes latérales ne le sont pas, soulignant ainsi la disposition hiérarchique des bâtiments entre eux ; la loggia, accessible par un large perron n'est pas, comme pour la villa Badoer, un porche avancé mais est intégrée dans le bâtiment. La façade est constituée d'un portique à colonnes surmonté d'un fronton.
Signe évident de la prospérité des propriétaires, les ailes des communs sont extrêmement longues, composées d'une rangée d'arcades et sont surmontées, à leur extrémité, d'un bâtiment destiné aux colombes.

## Images

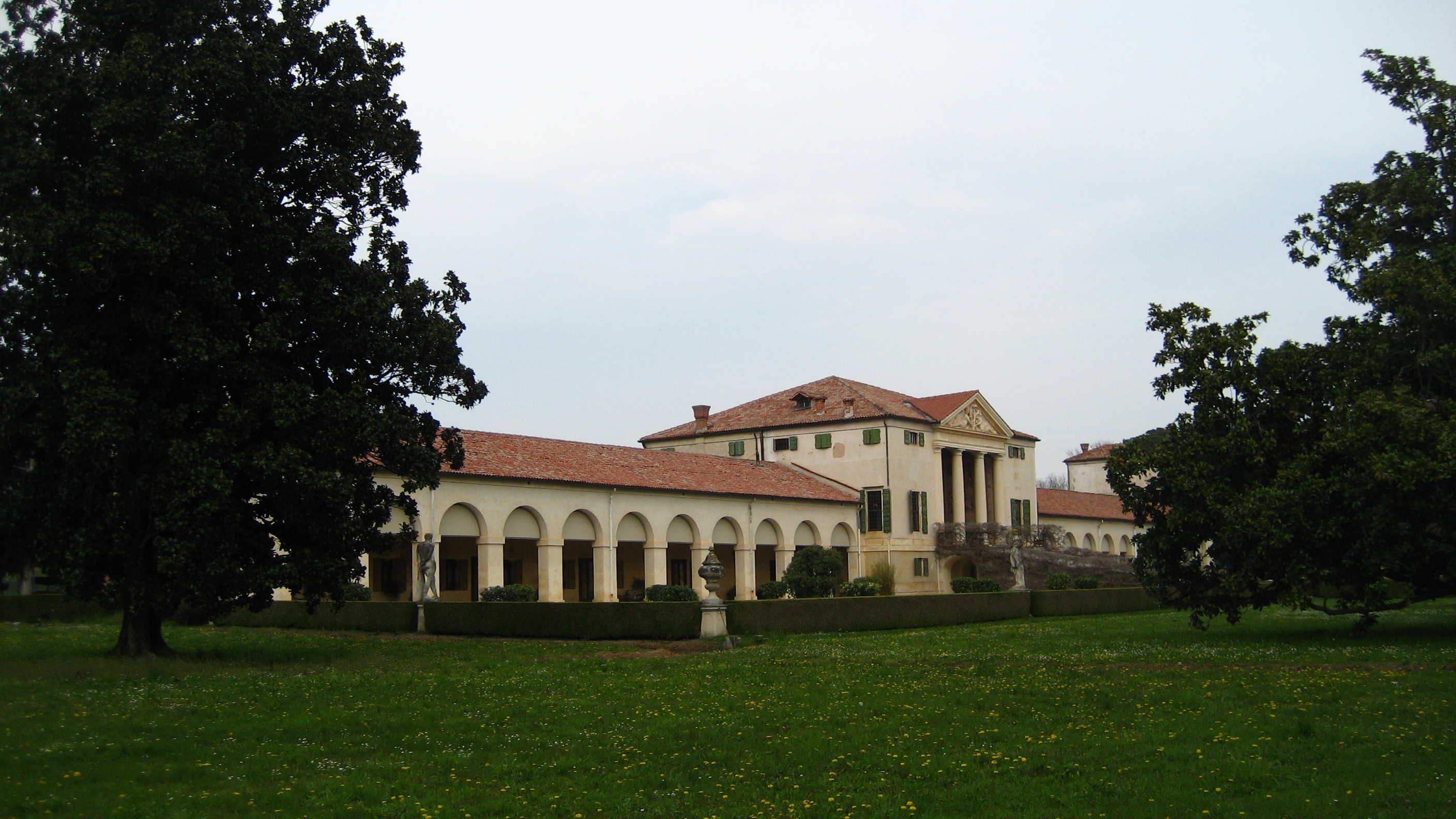
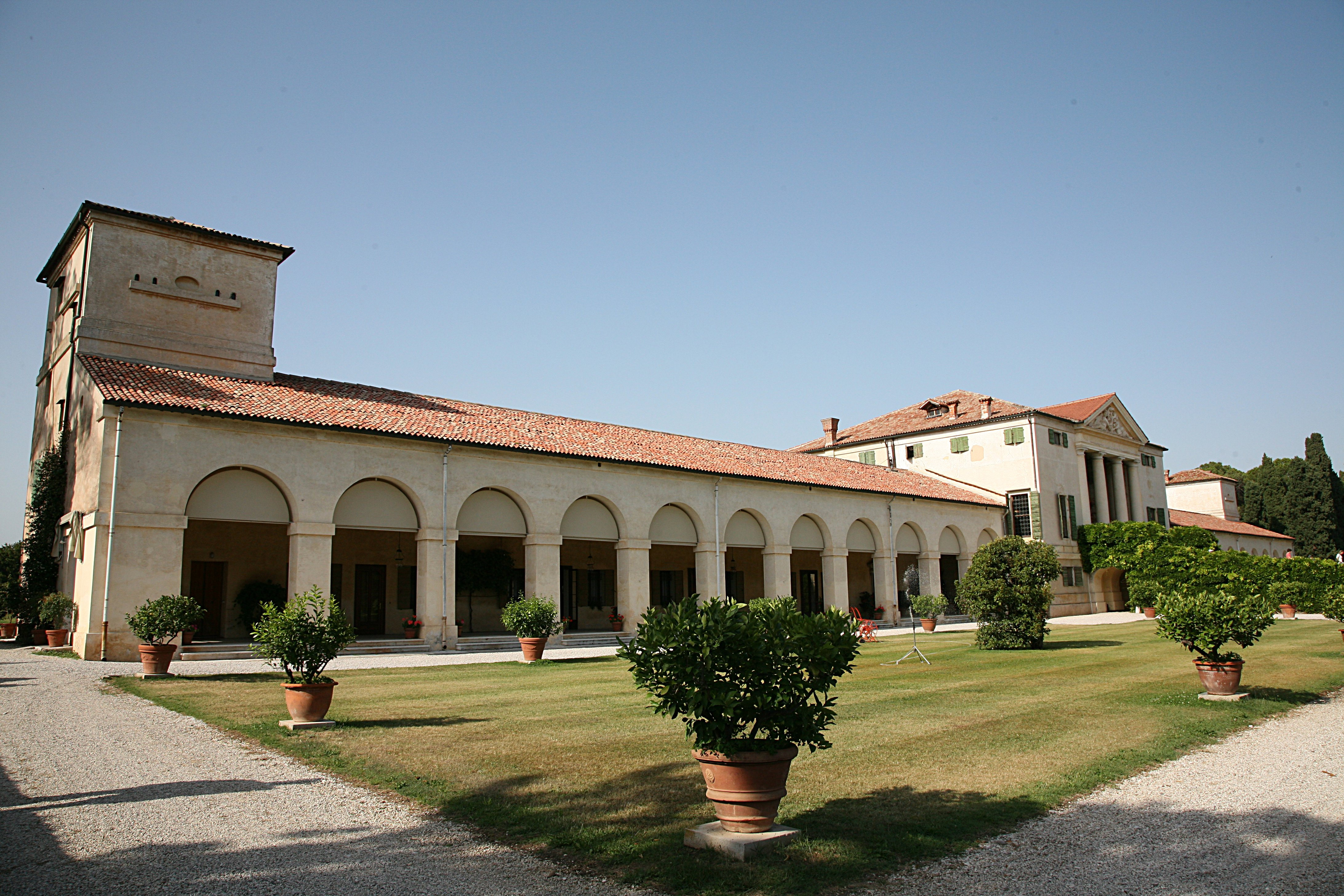
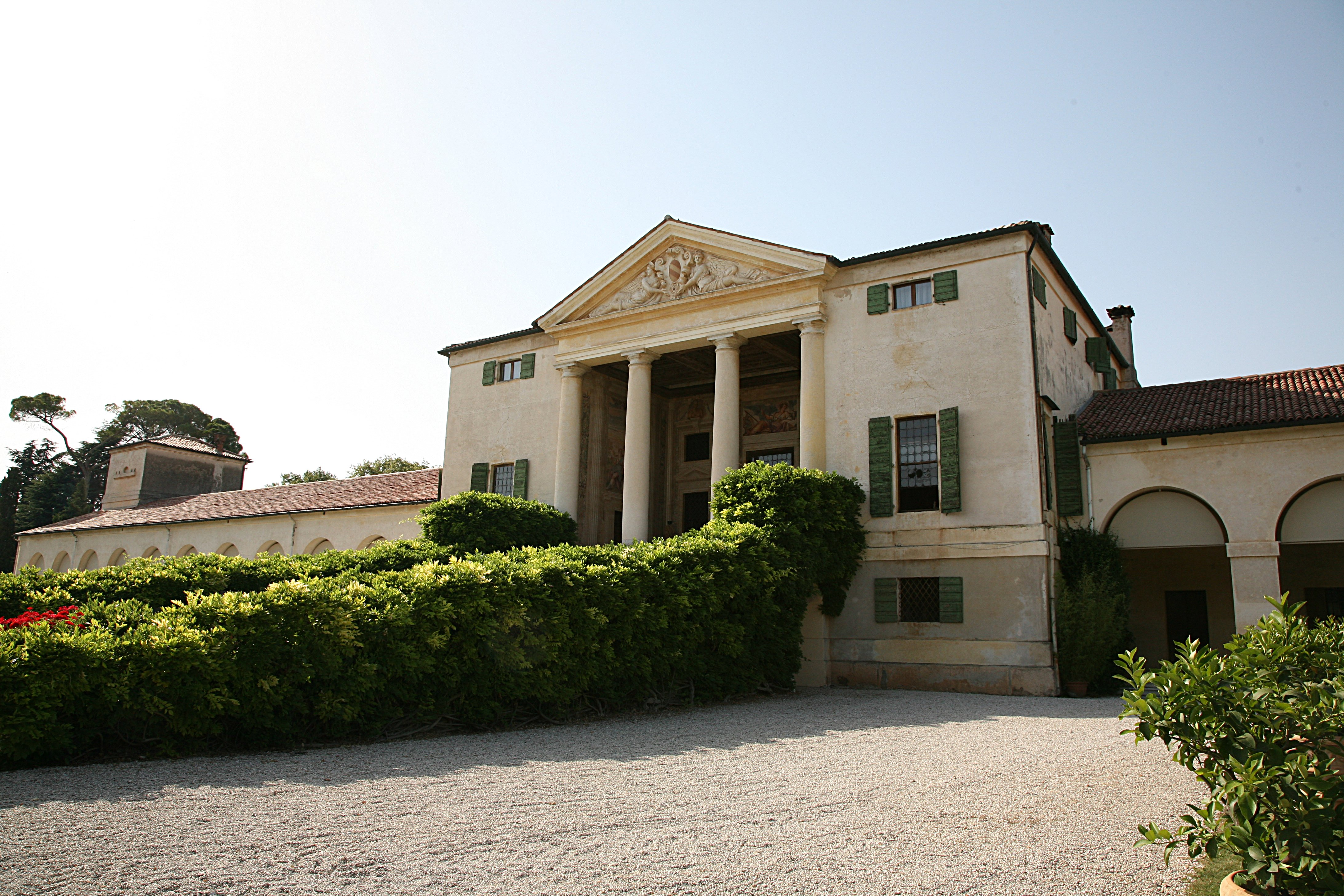
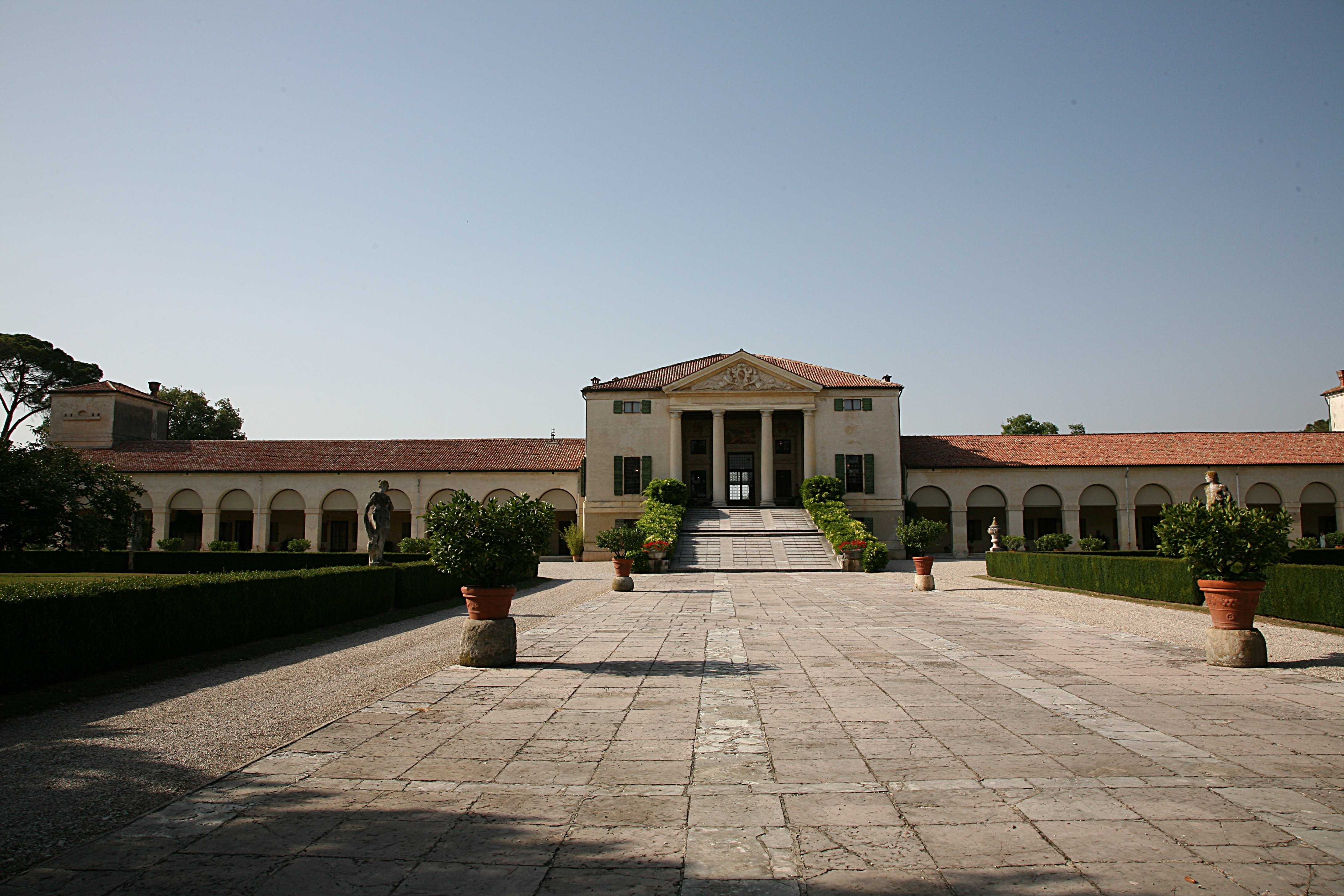
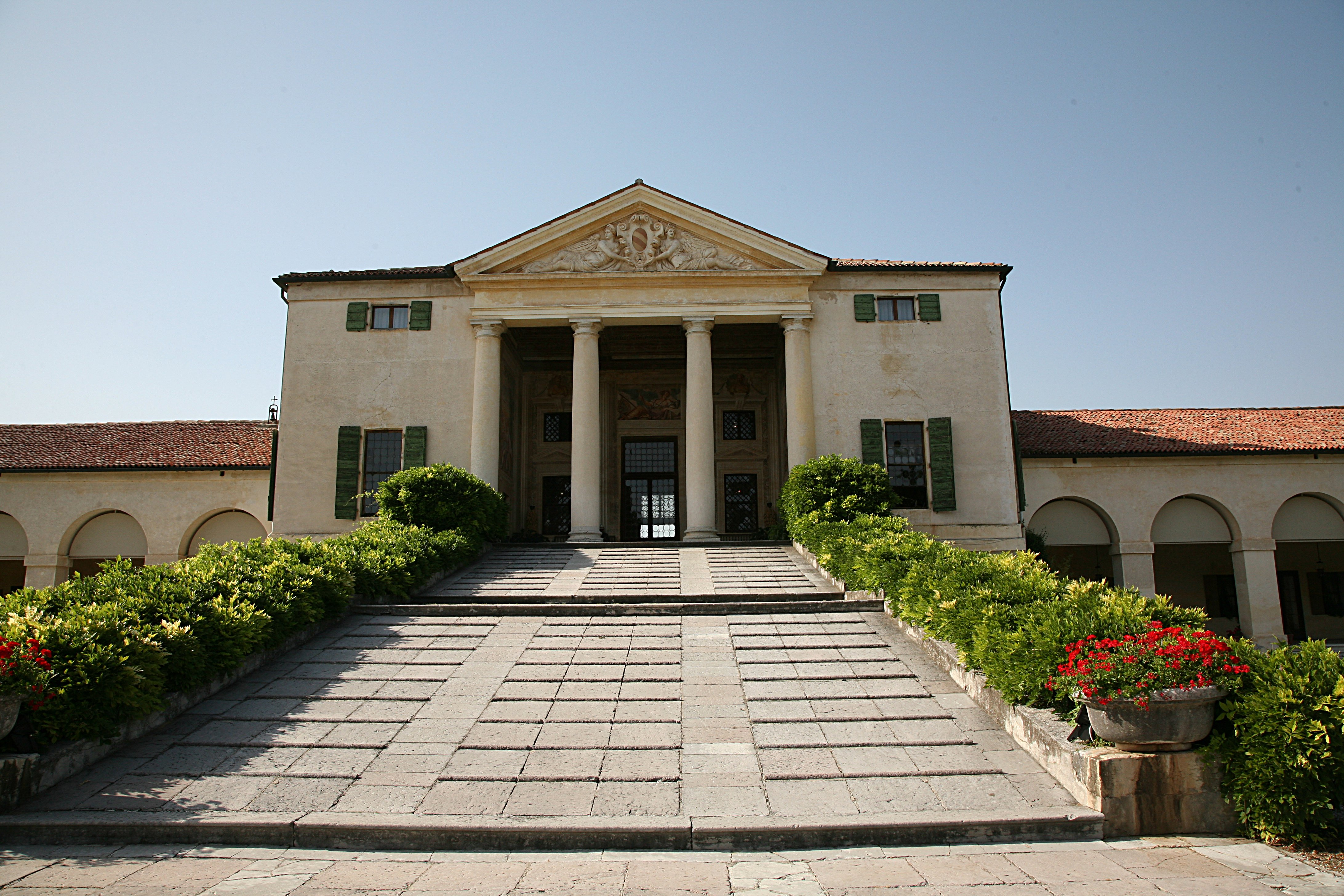
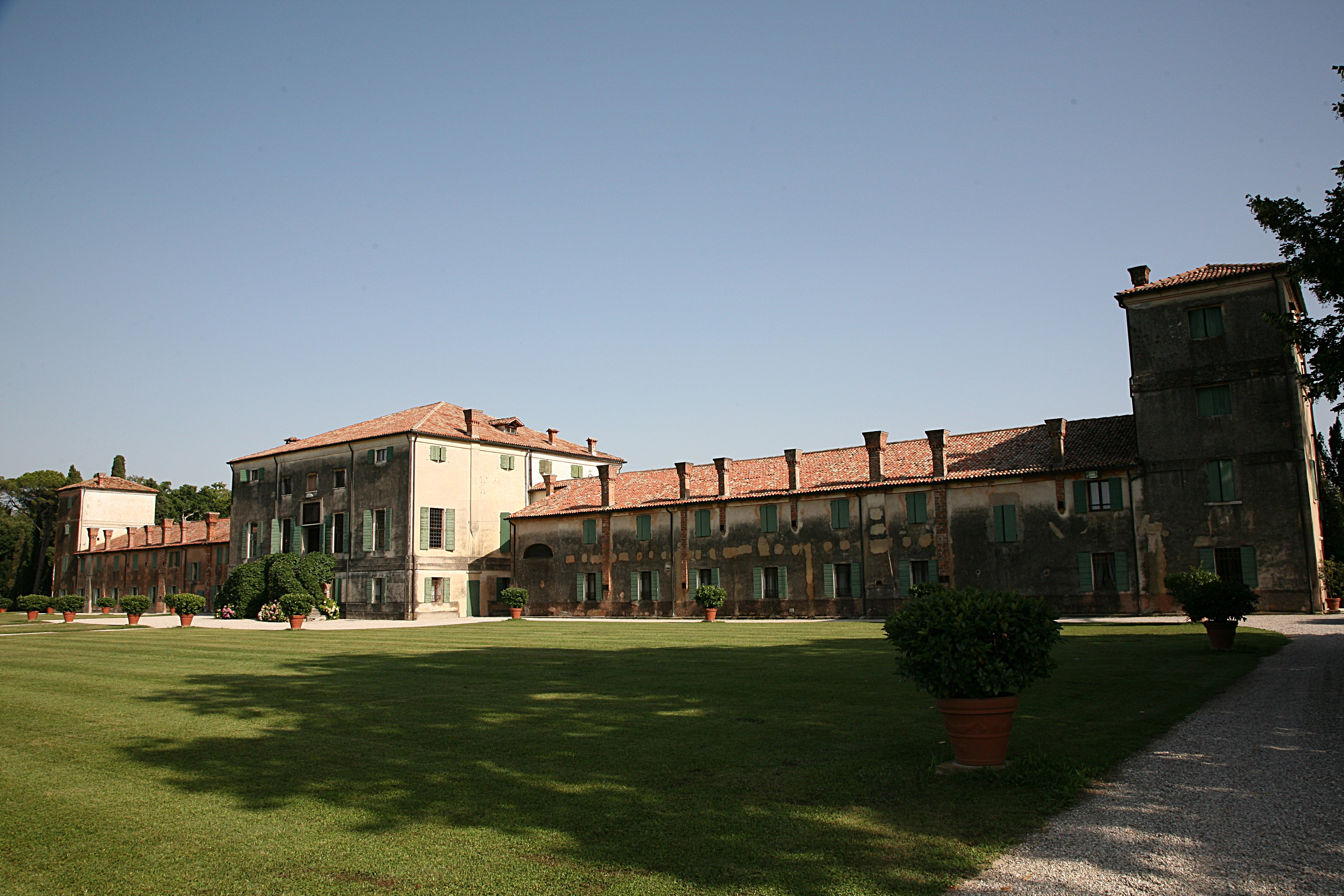